# St. Martinus (Bußmannshausen)

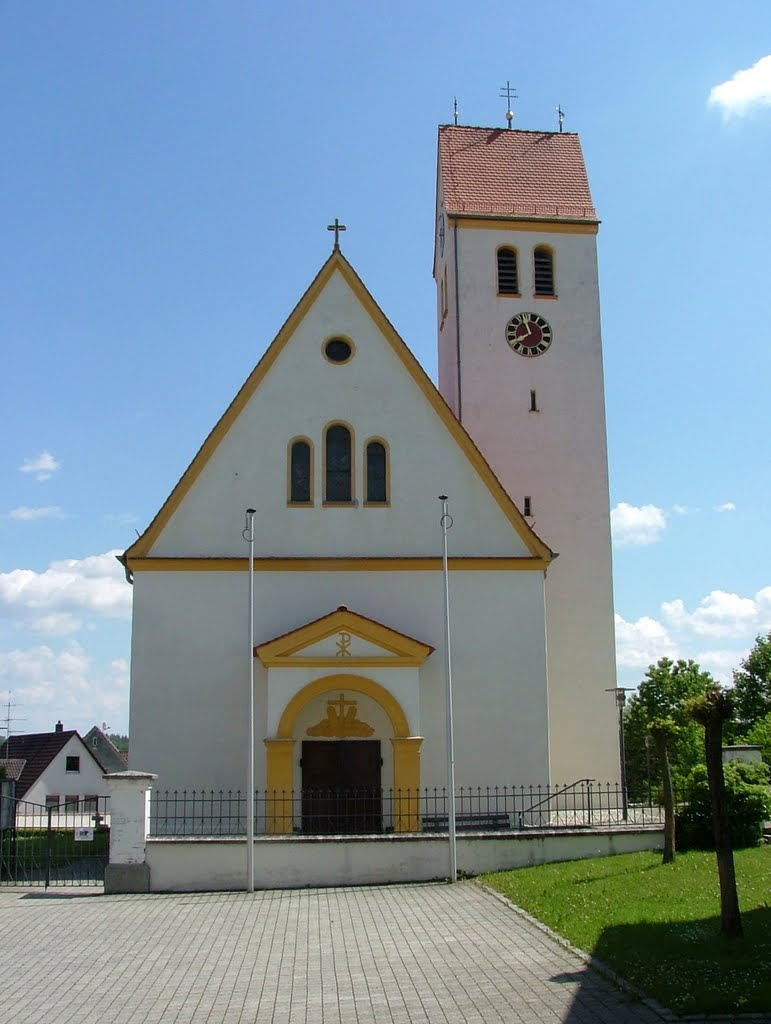
St. Martinus in Bußmannshausen

Die römisch-katholische Pfarrkirche St. Martinus steht in Bußmannshausen, einem Ortsteil der Gemeinde Schwendi im Landkreis Biberach in Baden-Württemberg. Die Kirchengemeinde gehört zum Dekanat Biberach in der Diözese Rottenburg-Stuttgart. Die Kirche ist als Denkmal beim Landesamt für Denkmalpflege Baden-Württemberg eingetragen.

## Beschreibung
Die Saalkirche wurde 1414 erbaut und 1890 erweitert. Sie besteht aus einem Langhaus, einem eingezogenen, dreiseitig geschlossenen Chor im Osten, einer an ihn nach Süden angebauten Sakristei und einem im Kern gotischen Kirchturm, der quer mit einem Satteldach bedeckt ist, an der Südwand des Langhauses. Die oberen Geschosse des Kirchturms beherbergen die Turmuhr und den Glockenstuhl. Das Portal befindet sich in der Fassade im Westen.
Die Orgel mit 14 Registern auf zwei Manualen und Pedal wurde 2016 von Tilman Trefz gebaut.

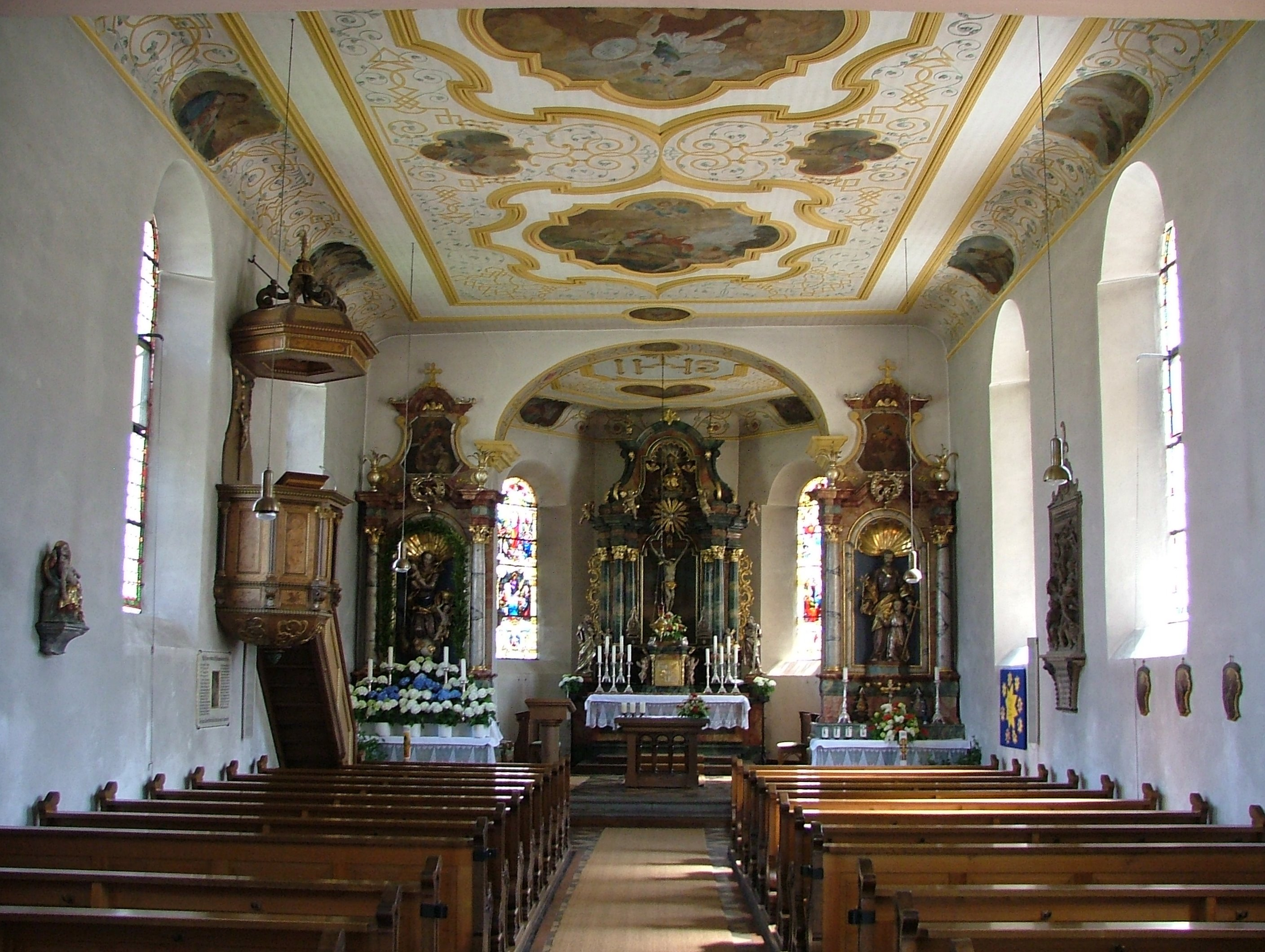
Blick auf den Altar der Kirche
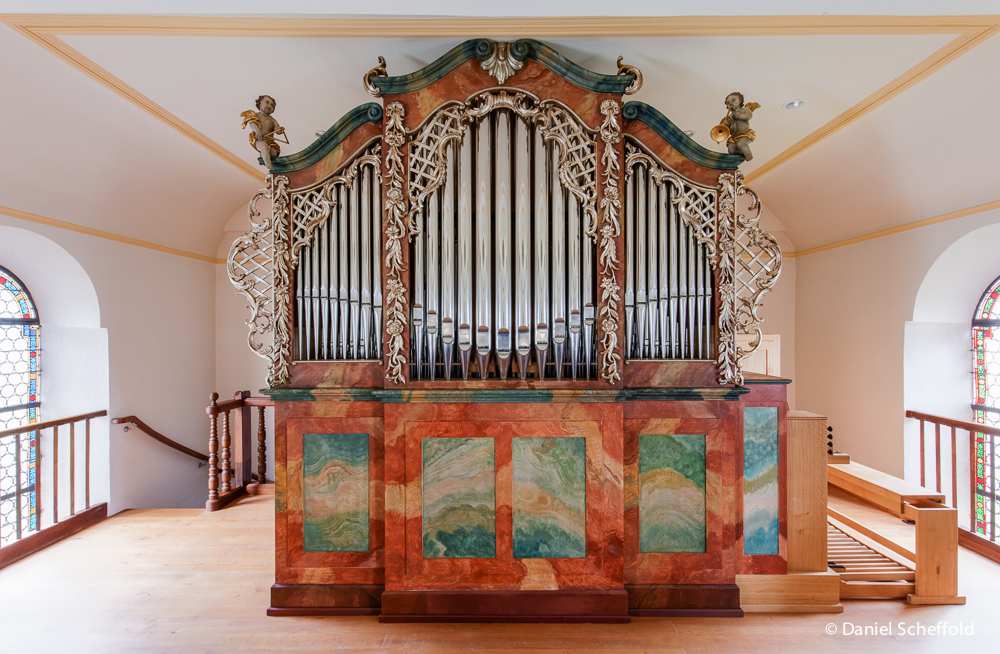
Kirchenorgel